# Malacanthus
Malacanthus is een geslacht van straalvinnige vissen uit de familie van tegelvissen (Malacanthidae). Het geslacht is voor het eerst wetenschappelijk beschreven in 1829 door Cuvier.

## Soorten
- Malacanthus brevirostris Guichenot, 1848
- Malacanthus latovittatus (Lacépède, 1801) – Blauwe torpedobaars
- Malacanthus plumieri (Bloch, 1786) – Zandtorpedobaars